# Инновационный менеджмент
Инновационный менеджмент — многозначное понятие, относящееся к сфере менеджмента, объектами которой являются инновация и инновационный процесс.

## Определение
Существует множество определений инновационного менеджмента:
1) Инновационный менеджмент - это процесс перевоплощения новой для мира, страны или конкретного региона идеи о концепции продукта, бизнес-процесса, маркетинга, технологии, материалов и компонентов в коммерческий проект с целью извлечения максимальной прибыли и оптимизации рисков в рамках общей стратегии бизнес-системы. 
2) Инновационный менеджмент - это Конечный результат творческой деятельности, получивший воплощение в виде новой или усовершенствованной продукции либо технологии, практически применимых и способных удовлетворить определенные потребности. Другими словами, инновация – это результат реализации новых идей и знаний с целью их практического использования для удовлетворения определенных запросов потребителей. 
3) Инновационный менеджмент - это итоговый результат создания и освоения (внедрения) принципиально нового или модифицированного средства (новшества), удовлетворяющий конкурентные общественные потребности и дающий ряд эффектов (экономический, научно-технический, социальный, технологический).
4) Инновационный менеджмент - это новая или улучшенная продукция (товар, работа, услуга) способ (технология) ее производства или применения, нововведение или усовершенствование в сфере организации и (или) экономики производства и (или) реализации продукции, обеспечивающие экономическую выгоду, создающие условия для такой выгоды или улучшающие потребительские свойства продукции (товара, работы, услуги).
5) Инновационный менеджмент - это изменение (новые комбинации) производственных факторов, мотивированное предпринимательским духом, с целью внедрения и использования новых видов товаров, новых способов и методов производства, новых источников сырья, освоения новых рынков, новых форм организации производства (реорганизация с целью монополизации).
6) Инновационный менеджмент - это особый инструмент предпринимателей, средство, с помощью которого они используют изменения как шанс осуществить новый вид бизнеса или услуг. Инновация — это разработка и внедрение нового, ранее не существовавшего, с помощью которого старые, известные элементы придают новые очертания экономике данного бизнеса…

## Общая информация об инновационном менеджменте
Объектами инновационного менеджмента являются инновация и инновационный процесс.
Инновационный процесс — это процесс создания, освоения, распространения и использования инновации. Также инновационный процесс применительно к продукту (товару) может быть определен как процесс последовательного превращения идеи в товар через этапы фундаментальных и прикладных исследований, конструкторских разработок, маркетинга, производства, сбыта.
Укрупненно инновации могут быть разделены на продуктовые, технологические и организационно-распорядительные. Последние в большинстве случаев неизбежны при внедрении как продуктовых, так и технологических инноваций. Известны классификации инноваций по следующим признакам: распространенность, место в производственном цикле, преемственность, охват рынка, степень новизны и инновационный потенциал.

## Задачи инновационного менеджмента
- Планирование инновационной деятельности организации;
  1. формулирование миссии (ориентация деятельности организации на инновации)
  2. определение стратегических направлений инновационной деятельности и постановка целей в каждом из них
  3. выбор оптимальной для каждого направления инновационной стратегии развития
- Организация инновационной деятельности;
- Мотивация участников инновационной деятельности;
- Систематическая оценка результатов инновационной деятельности;
- Рациональное использование всего нового

## Организационные формы инновационного менеджмента
- Специализированные подразделения R&D  – советы, комитеты, рабочие группы по разработке технической политики создаются преимущественно в крупных фирмах, в которых функции управления инновационными процессами выполняют R&D менеджеры. В зависимости от отрасли, должность руководителя может называться «начальник отдела инноваций и развития», «директор по стратегиям и развитию бизнеса» или «менеджер по маркетингу инноваций». В их обязанности входит разработка стратегий технологического развития компании, поиск перспективных разработок и проведение модернизации производства.

Департаменты R&D созданы практически во всех крупных российских компаниях, как частных, так и государственных: «Росатом», ФГУП «Космическая связь», НЛМК, «Русгидро», СИБУР, РЖД, КАМАЗ, «Алроса» и др. В самых продвинутых с точки зрения технологий компаниях численность R&D отдела может достигать нескольких десятков человек. Например, в «Лаборатории Касперского» R&D отдел объединяет треть сотрудников (882 человека).
- Отделения новых продуктов – это самостоятельные подразделения, осуществляющие координацию инновационной деятельности в рамках фирмы в целом, согласование целей и направлений технического развития, наблюдение за ходом разработки новой продукции и её внедрением, рассмотрение проектов создания новых продуктов.
- Проектно-целевые группы по проведению научных исследований, разработке и производству новой продукции.
- Центры развития – новая форма организации инновационного процесса, предполагающая создание хозяйственно самостоятельных подразделений, не связанных с основной сферой деятельности фирмы. Для центров устанавливаются такие показатели хозяйственной деятельности, которые на первом этапе внедрения новой продукции стимулируют расширение объемов продаж и способствуют завоеванию рыночных позиций..
- Отделы НИОКР в производственных подразделениях в новой системе управления нововведениями стали играть более важную роль, чем раньше. Они не только занимаются разработками, но и быстро доводят их до стадии освоения, производства и сбыта. Для современных условий характерно усиление взаимного обмена персоналом между отделами НИОКР и отделами обеспечения производства. О повышении роли отдела НИОКР говорит увеличение объемов их финансирования в сумме, составляющей от 3 до 10  % объема продаж продукции соответствующего производственного отделения.
- Венчурные подразделения организуются в крупных компаниях на основе создания собственных фондов “рискового капитала”. В середине 80-х годов в США из 509 компаний, специализирующихся на рисковых капиталовложениях, 44 принадлежали непосредственно крупным фирмам. Средства венчурных фондов часто вкладываются в небольшие начинающие фирмы, которые затем поглощаются крупными, или с ними устанавливают долгосрочные межфирменные связи.

## Стратегия инновационной деятельности
Выделяют более 20 направлений инновационной деятельности. Некоторые из них:
- Технологические инновации
- Инновация продукта
- Инновация услуг
- Инновация бизнес-модели
- Инновация повышения эффективности производства
- Инновация использования ресурсов (активов)
- Инновация потребностей
- Инновация дизайна
- Инновация маркетинга
- Открытая инновация, например, портал «Википедия»[8].